# Юркевичи
Юркевичи (пол. Jurkiewicz) — дворянский род.
Потомство Ивана Юркевича, товарища сотни Новгород-Северской (1686).
Другой род Юркевичей, также из Гетманщины, происходящий от Мартына Юркевича, использовал иной герб: щит — в голубом поле сердце, пронзённое стрелою и мечем, опрокинутыми в андреевский крест, и сопровождаемое сверху золотым кавалерским крестом; нашлемник — три страусовых пера.

## Описание герба
В голубом поле опрокинутая стрела, сопровождаемая сверху в снизу двумя противопоставленными полумесяцами и с боков двумя звёздами.
Щит увенчан дворянскими шлемом и короной. Нашлемник: три страусовых пера. Намёт на щите голубой, подложенный серебром.